# Michela Azzola
Michela Azzola, née le 20 novembre 1991 à Bergame, est une skieuse alpine italienne.

## Biographie
Elle fait ses débuts en Coupe du monde en octobre 2012. Elle marque ses premiers points deux mois plus tard au slalom de Semmering (19e). Sa meilleure performance en Coupe du monde est une onzième place au slalom de Bormio en janvier 2014.
Elle a participé aux Championnats du monde 2013 où elle ne conclut pas le slalom.

## Palmarès

### Championnats du monde
| Édition / Épreuve        | Slalom  |
| ------------------------ | ------- |
| Mondiaux 2013 Schladming | Abandon |

### Coupe du monde
- Meilleur classement général : 83e en 2014.
- Meilleur résultat : 11e.

#### Classements
| Saison | Général | Slalom | Slalom géant | Super G | Descente | Combiné |
| ------ | ------- | ------ | ------------ | ------- | -------- | ------- |
| 2013   | 91e     | 42e    | 41e          | —       | —        | —       |
| 2014   | 83e     | 34e    | 50e          | —       | —        | —       |

### Coupe d'Europe
- Vainqueur du classement du slalom en 2013
- 3 victoires.

### Jeux mondiaux militaires
- Médaille d'or du slalom en 2013.